# Melchor Baron
Melchor Barón (1531-1596)

## Biografía
Melchor Barón fue hijo del cambista Gabriel Barón. Tuvo tres hermanos, Gaspar Barón cuyo oficio era de platero igual que él, Antonio Barón y Gabriel Barón que ambos ejercían de sacerdotes en la iglesia de Santa María de la Blanca.
Se casó con Inés Manrique en el año 1567, la cual era la hermana de la esposa de su hermano. Al principio, Gaspar tuvo que vivir en la casa de algunos familiares, pero no pasó mucho tiempo hasta que se cambió de casa. Al no faltarle clientela pudo mudarse a  unas casas en la calle Tenebregosa, en el límite de la platería. En el mes de junio de 1571, alquiló unas casas que estaban cerca de otras llamadas de Fernán González debido a que se creía que había vivido en ellas. Debido a esta creencia el Regimiento levantó en honor de Fernán González un arco conmemorativo junto a ellas. En 1584, compensaron a Melchor Barón con el precio del alquiler de otras casas debido a que decidieron ocupar las que este tenía alquiladas. Gaspar, a pesar de esto, siguió viviendo en la platería. Por ello, tiempo después, fue nombrado fiel por la vecindad de San Nicolás en 1570.

## Carrera profesional
El taller de Melchor Barón, si juzgamos las noticias, tuvo una gran actividad. En él colaboró Gaspar Barón, uno de sus hermanos y Francisco Villegas. Tomo como aprendices a bastantes personas en los años consecutivos, algunos de ellos fueron Antón Rico, que su aprendizaje duró cinco años; Cristóbal de Burgos y Pedro Díaz, cuyo aprendizaje duró dos años y medio.
El punzón de Melchor Barón M/BARO, parcial y atribuido a Moral con dudas, se publicó en La Enciclopedia de la plata. También trabajó en la cruz de gajos de Villate y junto a Alonso de Salamanca en la cruz de Susilla (Cantabria). Las dos cruces llegaron a ser documentadas. La tipología de la cruz de los brazos abalaustrados de los años 30, volvió a resurgir gracias al apoyo de la autoridad de Arfe aunque hay que decir que nunca se había extinguido. Lesmes Fernández, el cual era el yerno de este, tenía un modelo forjado con el cual también ayudó a su resurgimiento. Además, este modelo lo presentó para un curso de la cruz de Trespaderne, obra en la que Melchor Barón también presentó una postura.
En su trabajo, una gran parte fueron clientes eclesiásticos, que esperaban que tasara los encargos parroquiales.
En 1569 consiguió licencia de provisores para hacer diversas obras, este es el único caso documentado en el que se consigue adjudicar varias obras de platería en un mismo lote.  En otros tipos de actividades, como en el caso de los pintores u escultores, estos contratos que se basaban en adjudicar varias obras eran frecuentes debido a que de esta manera los provisores conseguían precios mucho más bajos. Este hecho obligaba a los artistas a trabajar conjuntamente. La diferencia de este tipo de trabajos con el de platería era que en la platería se necesitaba un taller propio debido a que si cada uno de los plateros trabaja en sitios diferentes es mucho más difícil calibrar el trabajo de unos u otros. Por este motivo, este tipo de contratos de lotes entre los plateros no fueron frecuentes.
El 27 de agosto de 1569 data que a Melchor Gaspar, le dieron licencia los provisores del obispado para crear una cruz en Villate, una custodia en Villota y un cáliz de plata en Villamor. Según está redactado en la licencia, fue el propio platero quien comunicó a los provisores que los visitadores habían ordenado hacer estas obras.
El dos se septiembre se notificó, por un notario de la Audiencia Episcopal, a los mayordomos el mandamiento y declararon su inclinación a llevarlo a cabo. El 4 de noviembre concordaron un encuentro el platero con el mayordomo de Villate para pactar los detalles de cómo tenía que ser la cruz. Esta debía de ser «una cruz de gaxos con su crucifixo y en las espaldas una ymagen de Nuestra Señora, todo de plata ezepto la mançana , que ha de pesar el árbol de la dicha cruz debe ser de cobre sobrevalorada, con  lo que de los dichos ocho marcos de plata ha de salir el balor del oro que fuere menester para dorar la dicha manzana ha de ser todo ello ocho marcos de plata, el balor dellos y no mas». Para el 1 de mayo de 1570 la cruz debía estar terminada. Le dieron 15.000 maravedís y prometieron 7.500 al entregarla, también acordaron que si el peso de la plata ascendía a un valor superior le darían lo que costara y el resto (la hechura), debía esperar a las rentas que se fueran generando. Según el contrato se puede deducir que los provisores tenían unos tasadores a los que recurrir siempre que los necesitasen. La cruz aún se conserva y está marcada por Melchor Barón y como marcador  Juan de Abaunza.
También arregló en Ameyugo el árbol de una cruz de una iglesia. En julio de 1571 para la iglesia de Santa María en Castrillo de Rucios, contrató hacer una cruz. En el contrato se fijó que la cruz sería de catorce marcos. Este contrato fue respaldado por la iglesia y por varios vecinos por delegación del concejo. Tendría que estar terminada para el 1 de mayo de 1572 y se le pagaría según el acuerdo al que llegasen dos tasadores puestos por el platero y por los provisores. El acuerdo quedó en que primero serían pagados 17000 maravedís y la misma cantidad para el día de San Andrés. Y al finalizar la obra, la iglesia pagaría lo que tuviera en el momento y el resto lo pagaría con parte de lo que ganase en los años siguientes. 
En enero de 1574, para la iglesia de Santa Cruz del Tozo le fue encargado crear una cruz de gajos con su manzana de plata. Un requisito importante era que debía ser idéntica a la cruz que había creado para la iglesia de Nidáguila. Esta tendría que estar acabada para el Corpus. Le entregarían el día de Carnestolendas  la cantidad de 25.000 maravedís y ocho días después  le suministrarían los 11.000 maravedís restantes. 
Entre 1577 y 1578 realizó dos candeleros de plata para la iglesia de San Esteban de Burgos y algunas labores de reparación y dorado en la plata de la iglesia de San Esteban.  Limpió cuatro cetros, bruñó tres cálices y doró seis patenas.
Para la iglesia de San Pedro de la Fuente, entre enero y junio de 1579 hizo un pie de cruz.
Para la iglesia de Báscones de Valdivia (Palencia), en julio de 1579, concertó con Juan de Abaunza hacer una cruz.
En enero de 1582, entregó al regimiento de Burgos, dos candeleros que fueron hechos a partir de otros, pesaron alrededor de dos marcos y dos ochavas. Le fue entregado por este trabajo 50 reales por hechura.
En octubre de 1583, tuvo que entregar una nueva cruz que la cofradía de San Julían de Bozoó le había contratado en 1574. Gaspar Barón y Francisco Villegas fueron sus fiadores. Se acordó una segunda entrega para Pascua de Flores, al parecer el plazo del primer contrato venció posiblemente por una falta de dinero de la cofradía. En diciembre de 1592, fueron pagados 3.604 maravedís por los mayordomos de la fábrica de la iglesia por un hostiario y una patena. 
Diego de Peñaranda que contrató hacer una cruz de gajos para la iglesia de Villamardones en noviembre de 1585, traspasó el contrato a Melchor Barón.
En el contrato se intentó imponer los decretos de las Constituciones Sinodales. El vicario de Valpuesta, como había resultado desautorizado, tuvo que contratar una cruz de gajos de latón.
El proceso se resumió en que el vicario de Valpuesta dio licencia para hacer una cruz de latón dorada. Como el platero Andrés de Lazcano no recibió ninguna cantidad de dinero, este « probeyo un auto y licençia ni aber sido juez para ello y dio por ninguno lo por el dicho bicario probeydo y la escriptura de conzierto que estaba hecha sobre la dicha cruz y dio de nuebo lizenzia para que se hiziese en esta ciudad de Burgos de la manera que estaba dada hazer en la ciudad de Bitoria».
Por ello, el mayordomo, para contratar la cruz, viajó a Burgos junto con Diego de Peñaranda. Se acordó hacer una cruz de latón dorado de gajos grande cuyo valor era de unos cincuenta ducados, aunque en el contrato con Lazcano se estableció cuarenta ducados.  Debía ser entregada para el domingo de ramos, sería tasada por los « oficiales de vuestro arte». El precio tasado sería pagado el día de la entrega.
Peñaranda traspasó dos días antes de la entrega, el contrato a Melchor Barón con las mismas condiciones.  
El 4 de abril de 1588 la iglesia tasó la iglesia una custodia realizada por Lesmes Fernández del Moral para la iglesia de Orbaneja del Castillo. Cobró por ello once reales. También tasó una cruz de gajosen abril de 1592 para la de San Cristóbal en Villarías que había realizado Hernando de Barrasa.
Juan de Berrio tenía empeñada una costanera de una cruz que mandó reparar en casa de Melchor Barón. En marzo de 1588 , el fiador de Berrio la desempeñó por 55 reales.
Pedro González de Sobrado, espadero de Burgos, en 1588, devolvió un agnus dei de oro, que Melchor Barón había vendido a Diego de Sasamón. Ese mismo año arregló la cruz de la iglesia de Pampliega.
En mayo de 1594, acordó con Fray Agustín de Jesús crear una lámpara de plata para la capilla del Santo Crucifijo. Sería de la misma hechura que otra lampará que estaba en la iglesia de Santa María la Blanca creada por Juan de Salazar y tenía que tener veintidós marcos de peso.
Tenía que entregar la lámpara en la víspera del día de San Agustín, el precio de la hechura se acordó en 850 maravedís. Le dieron el valor de la plata y al finalizar la lámpara le pagaron la hechura.
Melchor Gaspar presentó postura en 1594 para conseguir el contrato para realizar una cruz de plata para la iglesia de Trespaderne. Lesmes Fernández del Moral presentó su postura en ocho ducados el marco mientras que Melchor Barón lo hizo en 6 ducados. Al final eligieron la postura de Lesmes pero con el valor con la que la presentó Melchor.
Gaspar contrató hacer una cruz para la iglesia de Susilla en marzo de 1595, tendría un valor de unos veintisiete marcos de plata (160 ducados).  Las especificaciones se basaban en que tendría que ser similar a una que hizo para Recuenco. Le dieron 40.760 maravedís para la plata y en cuarenta días se comprometieron a entregarle los 160 ducados. Melchor debía acabar la cruz en 5 meses, este tiempo comenzaba en el momento en que le entregasen el valor de la plata. La cruz sería tasada por dos peritos en dicho arte. 
En el contrato habían acordado que la cruz tendría como máximo una hechura de 140 ducados y si está excedía ese peso correría a cargo de Melchor y no de la iglesia. Pero en marzo de 1596 cuando empezó a redactar su testamento, declaró que la cruz estaba a punto de ser terminada y tendrían que darle otro tanto de dinero por lo que pesase la hechura.

## Tras su muerte
La cruz la entregó su viuda dos meses más tarde. Esta pesó treinta marcos y tres onzas (1.964 reales). A 1705 reales ascendió la hechura por lo que se cumplió la cláusula y no la licencia del contrato.
La tipología de la cruz de Susilla sigue las formas de la cruz de los brazos abalaustrados de la catedral de Burgos aunque en una fecha muy tardía. Esta cruz se puede encontrar en el Museo Regina Coeli de Santillana del Mar.
Los motivos decorativos de la cruz con los que están revestidas las placas son cueros recortados, fruta, espejos. Estos motivos estaban ya presentes en la platería de Burgos desde hacía décadas. Este tipo de formas persisten a lo largo de los años por lo que no incorporan nada nuevo en la época.  Hay que decir que el modelo básico de la cruz tuvo una gran popularidad lo que explica que en el siglo XVIII volviera a resurgir.
Melchor Barón fue enterrado en la sepultura de su padre en Nuestra Señora la Blanca. Su mujer se convirtió en heredera a su muerte y el sobrino de Melchor, Sebastián Barón,  se quedó con el taller en el que ya llevaba trabajando tres años Ordenó que las cofradías del Santo Sacramento y de nuestra Señora de la Fuente le enterrasen como un cofrade se merecía.
El momento en que murió estaba trabajando en dos cruces, una de ellas era la cruz de Susilla y la otra la había contratado la iglesia de Loranquillo. La cruz pesó veintiocho marcos, cinco onzas y tres ochavas. La hechura fue tasada en 2.244 maravedís. Obtuvo por la cruz 3.362 reales y medio. En marzo de 1597, su mujer entregó la cruz a la iglesia.
En noviembre de 1597, Inés Manrique junto con Juan de Landeras contrataron hacer una manzana de cruz de plata para una cruz de gajos de la iglesia de Lermilla.